# Catharus guttatus
Il tordo eremita (Catharus guttatus Pallas, 1811) è un uccello della famiglia Turdidae.